# Mistrzostwa Świata w Łucznictwie 2019
50. Mistrzostwa Świata w Łucznictwie odbyły się między 10 a 16 czerwca 2019 w ’s-Hertogenbosch w Holandii. Organizatorem była Międzynarodowa Federacja Łucznicza.

## Medaliści

### Strzelanie z łuku klasycznego
| Konkurencja            | Złoto                                                          | Srebro                                                           | Brąz                                                            |
| Indywidualnie kobiet   | Lei Chien-ying                                                 | Kang Chae-young                                                  | Choi Mi-sun                                                     |
| Indywidualnie mężczyzn | Brady Ellison                                                  | Khairul Anuar Mohamad                                            | Ruman Shana                                                     |
| Drużynowo kobiet       | Chińskie Tajpej · Lei Chien-ying · Peng Chia-mao · Tan Ya-ting | Korea Południowa · Chang Hye-jin · Choi Mi-sun · Kang Chae-young | Wielka Brytania · Sarah Bettles · Naomi Folkard · Bryony Pitman |
| Drużynowo mężczyzn     | Chiny · Ding Yiliang · Feng Hao · Wei Shaoxuan                 | Indie · Atanu Das · Pravin Ramesh Jadhav · Tarundeep Rai         | Korea Południowa · Kim Woo-jin · Lee Seung-yun · Lee Woo-seok   |
| Mikst                  | Korea Południowa · Lee Woo-seok · Kang Chae-young              | Holandia · Sjef van den Berg · Gabriela Bayardo                  | Włochy · Mauro Nespoli · Vanessa Landi                          |

### Strzelanie z łuku bloczkowego
| Konkurencja            | Złoto                                                         | Srebro                                                       | Brąz                                                    |
| Indywidualnie kobiet   | Natalia Awdiejewa                                             | Paige Pearce                                                 | Jyothi Surekha Vennam                                   |
| Indywidualnie mężczyzn | James Lutz                                                    | Anders Faugstad                                              | Kim Jong-ho                                             |
| Drużynowo kobiet       | Chińskie Tajpej · Chen Li-ju · Chen Yi-hsuan · Huang I-jou    | Stany Zjednoczone · Cassidy Cox · Paige Pearce · Alexis Ruiz | Indie · Raj Kaur · Muskan Kirar · Jyothi Surekha Vennam |
| Drużynowo mężczyzn     | Korea Południowa · Choi Yong-hee · Kim Jong-ho · Yang Jae-won | Turcja · Süleyman Araz · Evren Çağıran · Muhammed Yetim      | Holandia · Peter Elzinga · Sil Pater · Mike Schloesser  |
| Mikst                  | Korea Południowa · Kim Jong-ho · So Chae-won                  | Francja · Pierre-Julien Deloche · Sophie Dodemont            | Chińskie Tajpej · Chen Chieh-lun · Chen Yi-hsuan        |

## Klasyfikacja medalowa
| Lp. | Państwo            | Złoto | Srebro | Brąz | Razem |
| 1.  | Korea Południowa   | 3     | 2      | 3    | 8     |
| 2.  | Chińskie Tajpej    | 3     | 0      | 1    | 4     |
| 3.  | Stany Zjednoczone  | 2     | 2      | 0    | 4     |
| 4.  | Chiny              | 1     | 0      | 0    | 1     |
| 4.  | Rosja              | 1     | 0      | 0    | 1     |
| 6.  | Indie              | 0     | 1      | 2    | 3     |
| 7.  | Holandia           | 0     | 1      | 1    | 2     |
| 8.  | Francja            | 0     | 1      | 0    | 1     |
| 8.  | Federacja Malajska | 0     | 1      | 0    | 1     |
| 8.  | Norwegia           | 0     | 1      | 0    | 1     |
| 8.  | Turcja             | 0     | 1      | 0    | 1     |
| 12. | Bangladesz         | 0     | 0      | 1    | 1     |
| 12. | Wielka Brytania    | 0     | 0      | 1    | 1     |
| 12. | Włochy             | 0     | 0      | 1    | 1     |